# Grande Prêmio dos Países Baixos de 2023
O Grande Prémio dos Países Baixos de 2023 (formalmente denominado Formula 1 Heineken Dutch Grand Prix 2023) foi a décima terceira etapa da temporada de 2023 da Fórmula 1. Disputado em 27 de agosto de 2023 no Circuito de Zandvoort, na cidade homônima, nos Países Baixos, foi a 35ª edição do Grande Prêmio dos Países Baixos.
A corrida foi caracterizada por condições climáticas adversas, com chuva intensa e um cenário de caos e confusão, resultando em um acidente. A prova foi interrompida por um curto período devido à forte chuva e retomada sob safetycar, com os pilotos utilizando pneus intermediários. A corrida foi vencida por Max Verstappen, piloto da Red Bull e atual líder do campeonato. Também subiram ao pódio Fernando Alonso (Aston Martin), segundo lugar, e Pierre Gasly (Alpine), terceiro colocado.

## Antecedentes
Foi a primeira corrida de F1 após as férias de verão. O evento foi realizado no final de semana de 25 a 27 de agosto.
Formato do Evento
O fim de semana do Grande Prêmio dos Países Baixos seguiu o formato tradicional de três dias com sessões de treinos, treino classificatório e a própria corrida, com entretenimento que se estendeu do início da manhã até a noite. Antes da corrida o maestro André Rieu e sua Johann Strauss Orchestra executaram Het Wilhelmus.
Clima
Durante a conferência de imprensa Daniel Ricciardo pediu para Max Verstappen olhar em seu celular a previsão do tempo neste fim de semana. Segundo Verstappen o clima estará instável com chances de chuva no sábado e domingo.
O arquiteto da pista Jarno Zaffelli esperava que chovesse e, alertou sobre a pista molhada, especialmente as curvas.

## Resumo

### Treino Classificatório

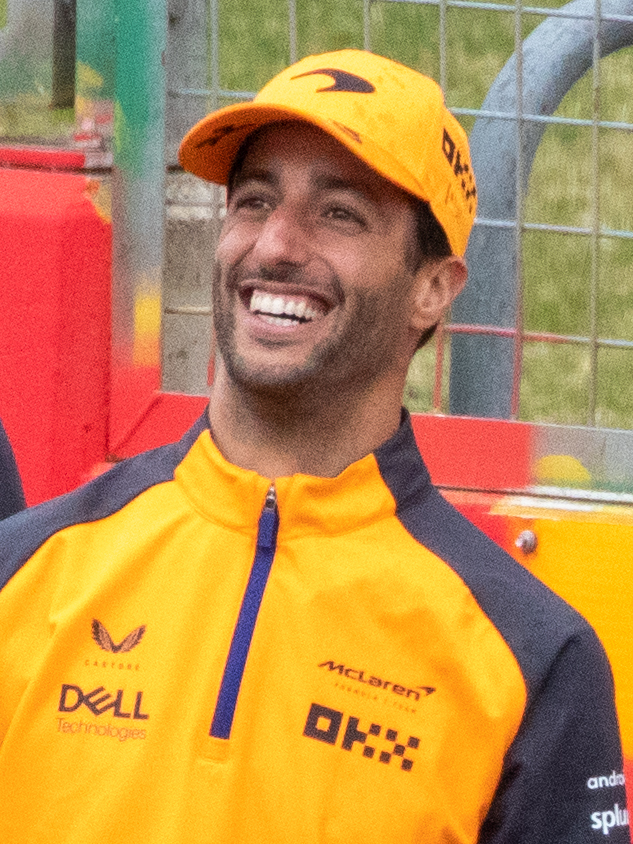
Daniel Ricciardo teve um acidente no GP dos Países Baixos

Max Verstappen liderou o primeiro treino livre. Já no treino livre 2, o britânico Lando Norris foi mais rápido que Verstappen.
No início do segundo treino livre Daniel Ricciardo bateu com seu carro na pilha de pneus na curva Hugenholtz e, sofreu uma lesão na sua mão esquerda. Com uma tipoia no braço ele teve que ir ao hospital em Haarlem. Lá foi constatado uma fratura na mão esquerda e foi determinado que ele vai ter que passar por uma chirurgia. Por este motivo, Ricciardo foi substituído pelo piloto reserva da AlphaTauri Liam Lawson.
Max Verstappen conquistou a pole position pela terceira vez consecutiva em Zandvoort. Em 2021 e 2022 ele também largou da posição de honra. Seu companheiro na Red Bull Sergio Pérez teve problemas com o tempo instável e lagou da sétima posição no grid de largada.

### Corrida

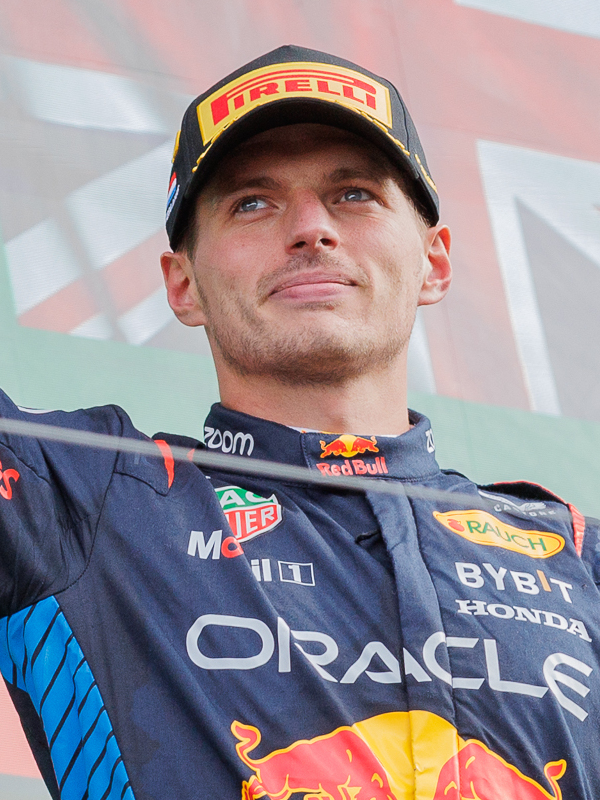
Max Verstappen, vencedor da corrida

A corrida começou com gotas de chuva que deixaram a pista molhada, o que exigiu a adaptação dos pilotos. Verstappen largou na pole position e liderou a corrida nas primeiras voltas, mas subsequentemente perdeu a liderança para seu companheiro de equipe Sergio Pérez que fez um pit stop antes optando por pneus intermediários, enquanto o piloto neerlandês permaneceu com pneus slicks.
Após um pit stop ligeiramente atrasado Verstappen caiu para a décima primeira posição. Depois, ele avançou para a segunda posição, atrás de Pérez. Na volta 47 o piloto mexicano também trocou de pneus, e Verstappen reassumiu depois a ponta. Pérez caiu para a quarta posição ao voltar e avançou depois para o segundo lugar. Fernando Alonso avançou ao terceirxo lugar após ultrapassar Carlos Sainz.
Na volta 64, Guanyu Zhou, piloto da Alfa Romeo, sofreu um acidente, perdendo o controle de seu carro e batendo no muro na reta de chegada. O incidente ocorreu devido à aquaplanagem causada pela forte chuva em Zandvoort. O acidente resultou na interrupção da corrida com bandeira vermelha.
A bandeira vermelha foi acionada devido ao aguaceiro que despencou no circuito de Zandvoort. A corrida foi interrompida na volta 65 de 72, quando a pista estava lisa representando um perigo para os pilotos.  Os pilotos aproveitairam a interrupção para reaizar pit stops para trocar para pneus intermediários. Depois um intervalo de aproximadamente uma hora por causa do vento e da chuva intensa a corrida foi retomada com o safetycar na frente e atrás dele seguiram Verstappen, Alonso, Pérez e o resto do grid.
Verstappen cruzou a linha de chegada em primeiro lugar, vencendo o quadragésimo sexto GP de sua carreira, a décima primeira corrida da temporada, bem como o terceiro sucesso consecutivo no Grande Prêmio dos Países Baixos, e igualando o recorde de Sebastian Vettel de nove vitórias consecutivas na F1 que datava de 2013. A bandeira quadriculada foi agitada pelo DJ neerlandês Martin Garrix, amigo de Verstappen. Fernando Alonso e Pierre Gasly terminaram, respectivamente, em segundo e terceiro lugar, completando o pódio.
Pós-corrida
Após a corrida Max Verstappen foi felicitado em pessoa pelo Rei Guilherme Alexandre e pela Rainha Máxima em razão de seu desempenho excepcional.

## Resultados

### Treino Classificatório
| Pos.                | No. | Piloto           | Equipe                | Tempos de qualificação | Tempos de qualificação | Tempos de qualificação | Final grid |
| Pos.                | No. | Piloto           | Equipe                | Q1                     | Q2                     | Q3                     | Final grid |
| ------------------- | --- | ---------------- | --------------------- | ---------------------- | ---------------------- | ---------------------- | ---------- |
| 1                   | 1   | Max Verstappen   | Red Bull Racing-Honda | 1:20.965               | 1:18.856               | 1:10.567               | 1          |
| 2                   | 4   | Lando Norris     | McLaren-Mercedes      | 1:21.276               | 1:19.769               | 1:11.104               | 2          |
| 3                   | 63  | George Russell   | Mercedes              | 1:21.345               | 1:19.620               | 1:11.294               | 3          |
| 4                   | 23  | Alexander Albon  | Williams-Mercedes     | 1:20.939               | 1:19.399               | 1:11.419               | 4          |
| 5                   | 14  | Fernando Alonso  | Aston Martin-Mercedes | 1:21.840               | 1:19.429               | 1:11.506               | 5          |
| 6                   | 55  | Carlos Sainz Jr. | Ferrari               | 1:21.321               | 1:19.929               | 1:11.754               | 6          |
| 7                   | 11  | Sergio Pérez     | Red Bull Racing-Honda | 1:21.972               | 1:19.856               | 1:11.880               | 7          |
| 8                   | 81  | Oscar Piastri    | McLaren-Mercedes      | 1:21.231               | 1:19.392               | 1:11.938               | 8          |
| 9                   | 16  | Charles Leclerc  | Ferrari               | 1:22.019               | 1:19.600               | 1:12.665               | 9          |
| 10                  | 2   | Logan Sargeant   | Williams-Mercedes     | 1:22.036               | 1:20.067               | 1:16.748               | 10         |
| 11                  | 18  | Lance Stroll     | Aston Martin-Mercedes | 1:21.570               | 1:20.121               | N/A                    | 11         |
| 12                  | 10  | Pierre Gasly     | Alpine-Renault        | 1:21.735               | 1:20.128               | N/A                    | 12         |
| 13                  | 44  | Lewis Hamilton   | Mercedes              | 1:21.919               | 1:20.151               | N/A                    | 13         |
| 14                  | 22  | Yuki Tsunoda     | AlphaTauri-Red Bull   | 1:21.781               | 1:20.230               | N/A                    | 17         |
| 15                  | 27  | Nico Hülkenberg  | Haas-Ferrari          | 1:21.891               | 1:20.250               | N/A                    | 14         |
| 16                  | 24  | Zhou Guanyu      | Alfa Romeo-Ferrari    | 1:22.067               | N/A                    | N/A                    | 15         |
| 17                  | 31  | Esteban Ocon     | Alpine-Renault        | 1:22.110               | N/A                    | N/A                    | 16         |
| 18                  | 20  | Kevin Magnussen  | Haas-Ferrari          | 1:22.192               | N/A                    | N/A                    | PL         |
| 19                  | 77  | Valtteri Bottas  | Alfa Romeo-Ferrari    | 1:22.260               | N/A                    | N/A                    | 18         |
| 20                  | 40  | Liam Lawson      | AlphaTauri-Red Bull   | 1:23.420               | N/A                    | N/A                    | 19         |
| 107% time: 1:26.604 |     |                  |                       |                        |                        |                        |            |
| Fonte:              |     |                  |                       |                        |                        |                        |            |

### Corrida
| Pos.                                                                     | No. | Driver           | Constructor           | Laps | Time/Retired     | Grid | Points |
| ------------------------------------------------------------------------ | --- | ---------------- | --------------------- | ---- | ---------------- | ---- | ------ |
| 1                                                                        | 1   | Max Verstappen   | Red Bull Racing-Honda | 72   | 2:24:04.411      | 1    | 25     |
| 2                                                                        | 14  | Fernando Alonso  | Aston Martin-Mercedes | 72   | +3.744           | 5    | 19     |
| 3                                                                        | 10  | Pierre Gasly     | Alpine-Renault        | 72   | +7.058           | 12   | 15     |
| 4                                                                        | 11  | Sergio Pérez     | Red Bull Racing-Honda | 72   | +10.068          | 7    | 12     |
| 5                                                                        | 55  | Carlos Sainz Jr. | Ferrari               | 72   | +12.541          | 6    | 10     |
| 6                                                                        | 44  | Lewis Hamilton   | Mercedes              | 72   | +13.209          | 13   | 8      |
| 7                                                                        | 4   | Lando Norris     | McLaren-Mercedes      | 72   | +13.232          | 2    | 6      |
| 8                                                                        | 23  | Alexander Albon  | Williams-Mercedes     | 72   | +15.155          | 4    | 4      |
| 9                                                                        | 81  | Oscar Piastri    | McLaren-Mercedes      | 72   | +16.580          | 8    | 2      |
| 10                                                                       | 31  | Esteban Ocon     | Alpine-Renault        | 72   | +18.346          | 16   | 1      |
| 11                                                                       | 18  | Lance Stroll     | Aston Martin-Mercedes | 72   | +20.087          | 11   |        |
| 12                                                                       | 27  | Nico Hülkenberg  | Haas-Ferrari          | 72   | +20.840          | 14   |        |
| 13                                                                       | 40  | Liam Lawson      | AlphaTauri-Red Bull   | 72   | +26.147          | 19   |        |
| 14                                                                       | 77  | Valtteri Bottas  | Alfa Romeo-Ferrari    | 72   | +27.388          | 18   |        |
| 15                                                                       | 22  | Yuki Tsunoda     | AlphaTauri-Red Bull   | 72   | +29.893          | 17   |        |
| 16                                                                       | 20  | Kevin Magnussen  | Haas-Ferrari          | 72   | +31.410          | PL   |        |
| 17                                                                       | 63  | George Russell   | Mercedes              | 72   | +55.754          | 3    |        |
| Ret                                                                      | 24  | Zhou Guanyu      | Alfa Romeo-Ferrari    | 62   | Batida           | 5    |        |
| Ret                                                                      | 16  | Charles Leclerc  | Ferrari               | 41   | Bandeja inferior | 9    |        |
| Ret                                                                      | 2   | Logan Sargeant   | Williams-Mercedes     | 14   | Batida           | 10   |        |
| Fastest lap: Fernando Alonso (Aston Martin-Mercedes) – 1:13.837 (lap 56) |     |                  |                       |      |                  |      |        |
| Fonte:                                                                   |     |                  |                       |      |                  |      |        |

## Tabela do Campeonato após a corrida
|         | Pos. | Driver           | Points |
| ------- | ---- | ---------------- | ------ |
|         | 1    | Max Verstappen   | 339    |
|         | 2    | Sergio Pérez     | 201    |
|         | 3    | Fernando Alonso  | 168    |
|         | 4    | Lewis Hamilton   | 156    |
| 2       | 5    | Carlos Sainz Jr. | 102    |
| Source: |      |                  |        |

|         | Pos. | Constructor           | Points |
| ------- | ---- | --------------------- | ------ |
|         | 1    | Red Bull Racing-Honda | 540    |
|         | 2    | Mercedes              | 255    |
|         | 3    | Aston Martin-Mercedes | 215    |
|         | 4    | Ferrari               | 201    |
|         | 5    | McLaren-Mercedes      | 111    |
| Source: |      |                       |        |

- Nota: Apenas as cinco primeiras posições estão incluídas para ambos os conjuntos de classificação.